# 甲府駅前駅
甲府駅前駅（こうふえきまええき）は、かつて山梨県甲府市にあった山梨交通電車線の停留場である。

## 概要
電車線の起点であり、甲府駅の駅前広場に位置していた。
当初の駅は広場の南東隅に併用軌道で上屋を持つ1面1線の停留場として設けられた。1936年（昭和11年）に2面2線化されたが、戦災のために戦後は1線のみとなっていた。いずれにせよ線路はここから大きく南へカーブし甲府駅駅舎の眼の前を通って、通称「三角地帯」と呼ばれた三角形の飲食街と県庁の敷地の間の道を通って現在の平和通りへ抜けていたのである。
しかし、1953年（昭和28年）に戦災復興事業の一環により駅前が整備されることになり、「三角地帯」が撤去されて駅からまっすぐに平和通りが開通し、さらに舞鶴城公園と一体化していた山梨県庁・県会議事堂を公園と切り離すために、行き止まりだった舞鶴通りを北へ延伸した。これによって当駅は広場の東側、山梨交通本社の横へ移転し、ルートも甲府駅の正面を通るのではなく東側の舞鶴通りを通るように変更された。
ルート変更と同時に専用軌道となり、駅ビルも建設された。駅ビルは2階建ての小さなもので、「山梨交通電車のりば」と書かれたネオン看板と、その上に岡島百貨店・松下電工のネオン看板が掲げられていた。乗客は正面入口からコンコースの右寄りにある改札を通り、櫛形2面2線のホームから乗車するようになっていた。ホームは東向きに開いており、線路はここから舞鶴通りへ向かっていた。

## 歴史
- 1932年（昭和7年）12月27日：山梨電鉄軌道により、駅前広場の南東部に開業。当時は1面1線で、併用軌道上に存在した。
- 1936年（昭和11年）：2面2線化される。のちに戦災により1面1線に戻る。
- 1938年（昭和13年）8月1日：事業譲渡に伴い、峡西電気鉄道の停留場となる。
- 1945年（昭和20年）5月：会社合併に伴い、山梨交通電車線の停留場となる。
- 1953年（昭和28年）9月：戦災復興計画により駅前広場の東側へ移転。専用軌道となる。
- 1962年（昭和37年）7月1日：電車線廃線に伴い廃止。

## 廃線後の状況

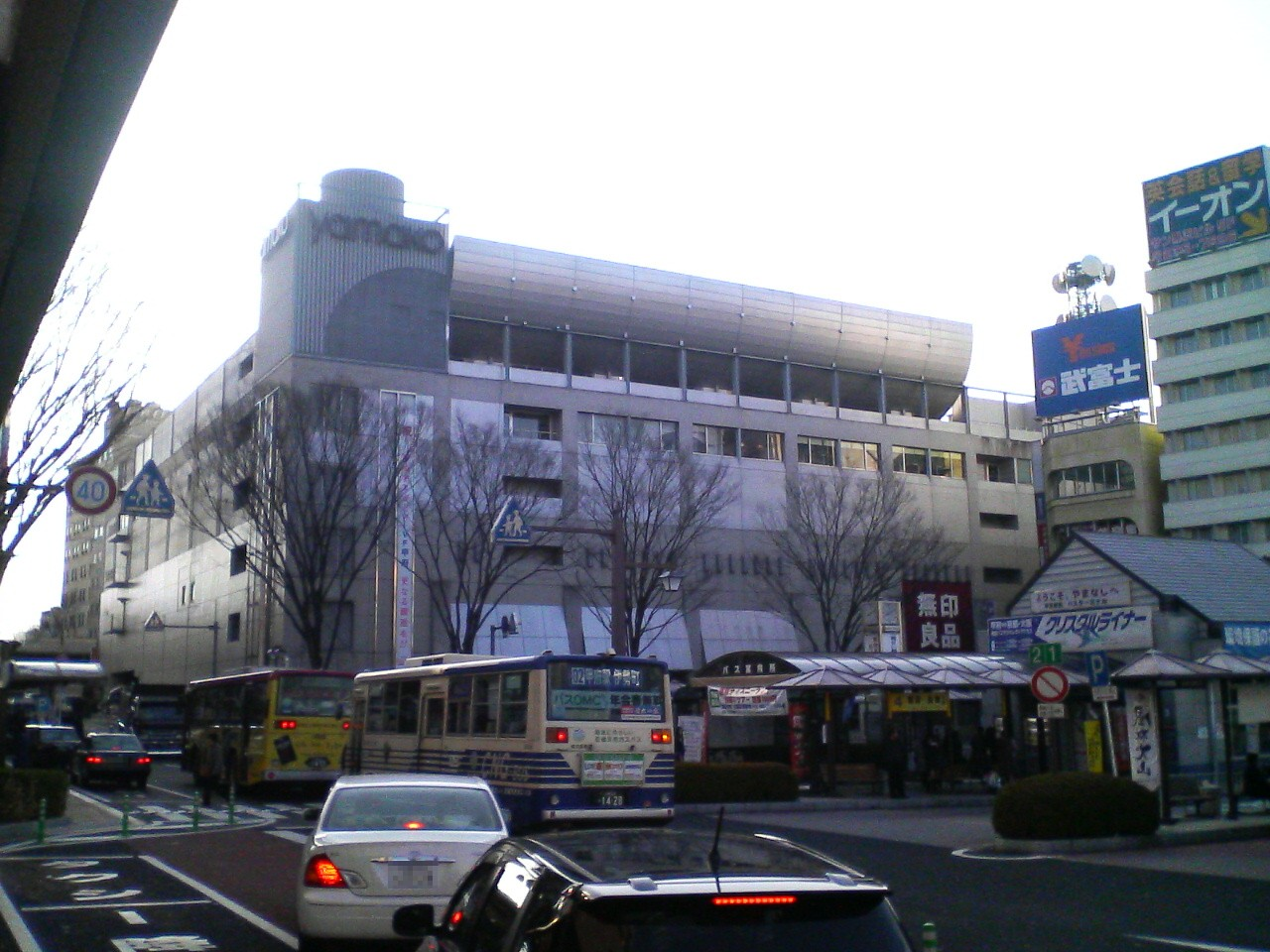
駅跡に建設された山交百貨店ビル（2007年2月、現在はヨドバシ甲府）

跡地は翌1963年（昭和38年）に山交百貨店とバスターミナルが移転したため原形は留めていない。線路が舞鶴通りに出ていた部分も、中央本線を跨ぐ舞鶴陸橋の架設により遺構は確認できない。なお、山交百貨店は2019年（令和元年）9月に閉店されている。

## 隣の停留場
山梨交通
電車線
甲府駅前駅 - 警察署前駅
電車線（旧線）
甲府駅前駅 - 県会議事堂前駅